# Vanishing Trails
Vanishing Trails é um seriado estadunidense de 1920, gênero Western, dirigido por Leon De La Mothe, em 15 capítulos, estrelado por Franklyn Farnum e Mary Anderson. Único seriado produzido pela Canyon Pictures Corporation, foi distribuído por Aywon Film Corporation, e veiculou nos cinemas estadunidenses entre 10 de setembro e 17 de dezembro de 1920.
Este seriado é considerado perdido.

## Elenco
- Franklyn Farnum … Joe Silencioso

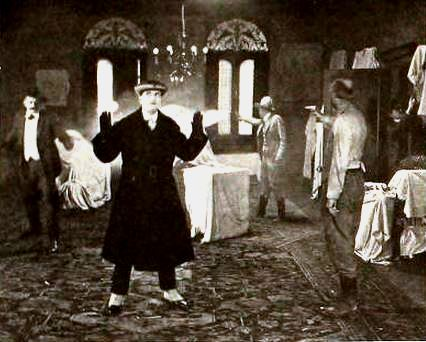
Cena de Vanishing Trails (1920)

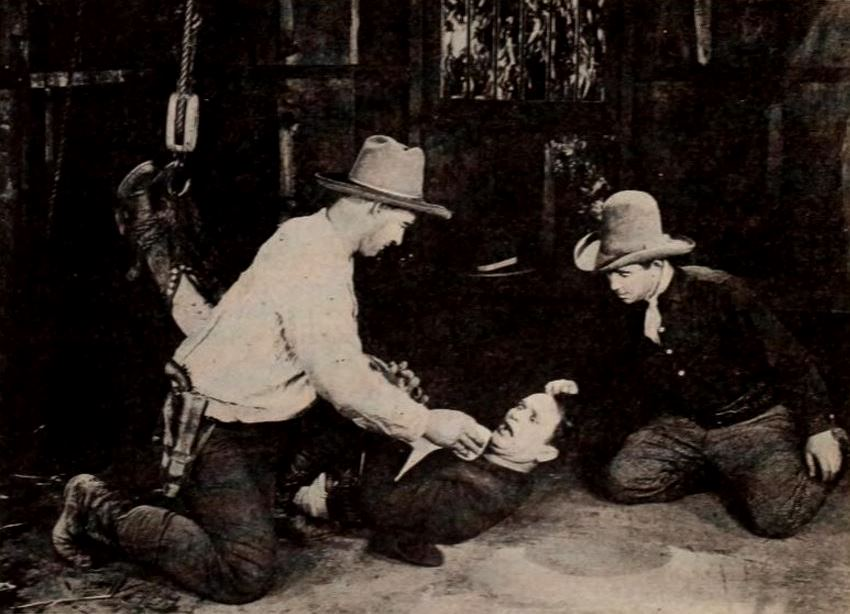
Cena de Vanishing Trails, com Franklyn Farnum, na p. 47 de 22 de maio de 1920, Exhibitors Herald

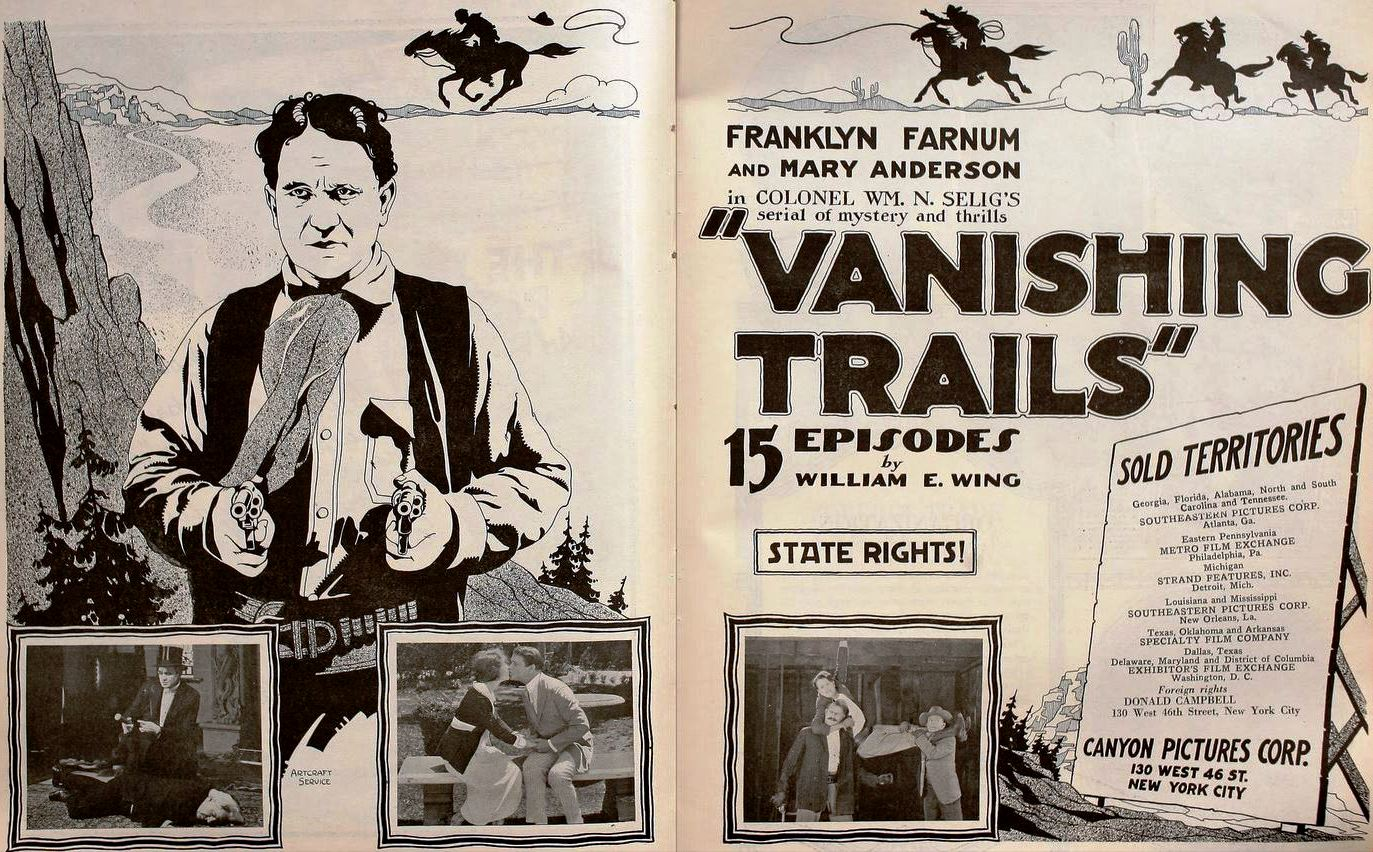
Anúncio do seriado.

- Mary Anderson … Lou, filha de Durant
- L. M. Wells ... William Stillman
- Duke R. Lee … Steve Durant
- Harry Lonsdale … Grandon
- Vester Pegg … Rankin
- William Orlamond … The Shadow
- Pedro León … Bully Drake
- Bud Osborne … Skip Brandt
- Prince … Prince, the Dog

## Capítulos
1. The Midnight Mystery
2. Silent Joe's Death Warrant
3. The Dreadful Scourge
4. Vengeance
5. Death Pursues
6. The Brand of Hate
7. Death Shadows
8. The Dare-Devil
9. A Livid Fate
10. The Mansion of Mystery
11. Rails of Destruction
12. The Final Hour
13. The Death Trap
14. For Murder
15. Unmasked